# محمد ماكوشان
محمد ماكوشان (بالصينية: 马国祥؛ بالصينية التقليدية: 馬國祥؛ بالبينيين: Mǎ Guó Xiáng؛ ١٩٣٣ – ٢٠١٠) هو دبلوماسي تايواني ورجل أعمال من مواليد قانسو، يرجع أصله إلى قومية دونغشيانغ، وهو ابن شمس الدين ما جيرونغ وحفيد بهاء الدين ما ويليانغ، هاجر إلى المملكة العربية السعودية في منتصف أغسطس ١٩٤٩ برفقة مابوفانغ واستقر في مدينة جدة.

## نسبه
محمد (马国祥) بن شمس الدين (马继融) بن بهاء الدين (马为良) بن كمال الدين (马禄) بن محمد (马福) بن تشيسيلافو (马掌教) التشيسلافي.

## السيرة
درس في جامعة تايوان بعد هجرتـه، وعمل في مجالات متعددة في التجارة والاستيراد، وشغل عدة مناصب مهمة في السعودية، منها:
- رئيس فخري لمؤسسة متعددة الأنشطة التجارية للمسلمين في السعودية.
- المدير العام لشركة استيراد الأغذية الصينية وآسيوية.
- مستشار في لجنة شؤون المغتربين.
- مستشار في الاتحاد العالمي للمغتربين الصينيين.
- مستشار مكتب الشؤون المدنية في المملكة العربية السعودية.
- عضو برلماني في اللجان التشريعية للمغتربين في السعودية. [1][2]

## صور

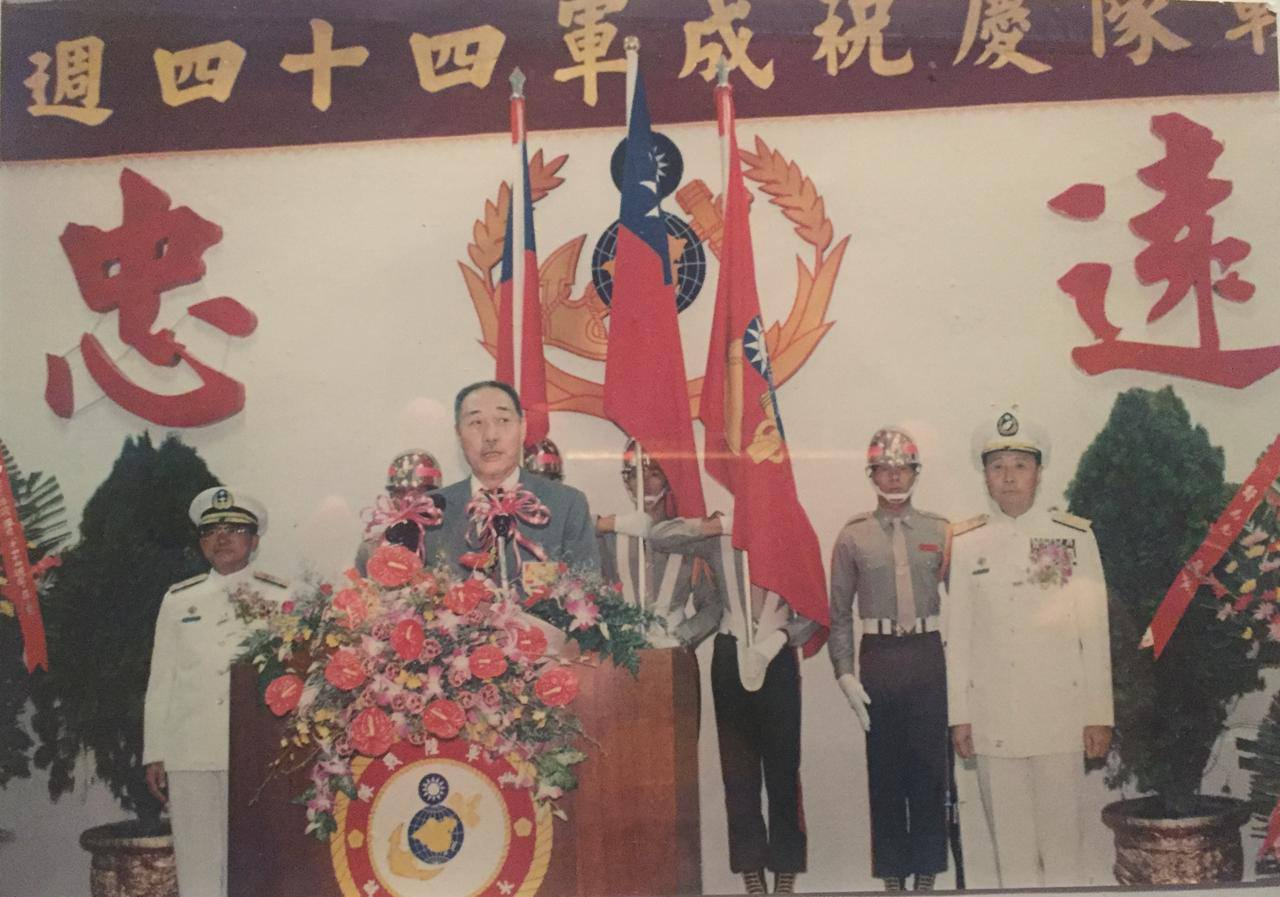
Ma Guo Xiang speech

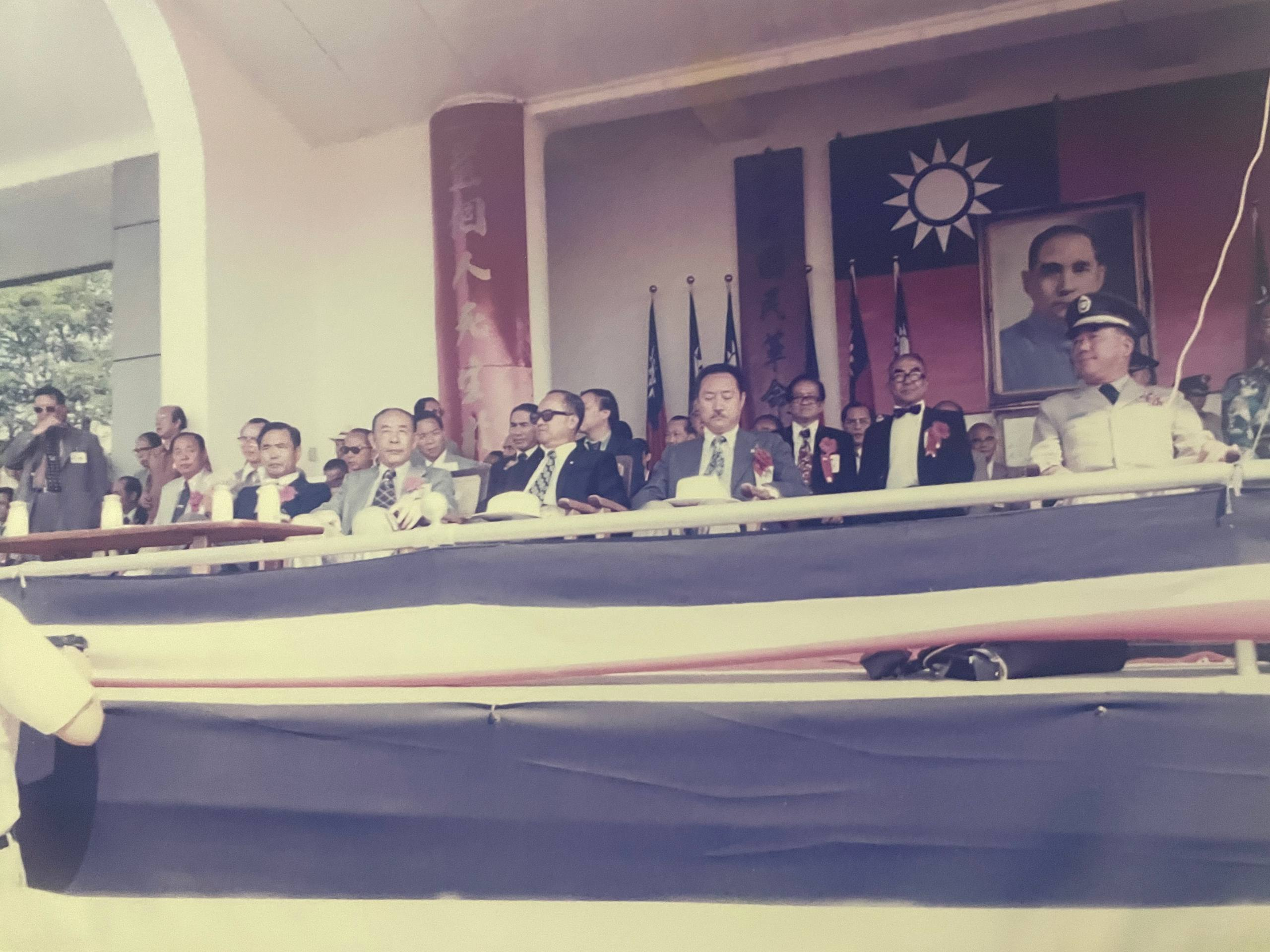
Ma Guo Xiang in the legislative parliament

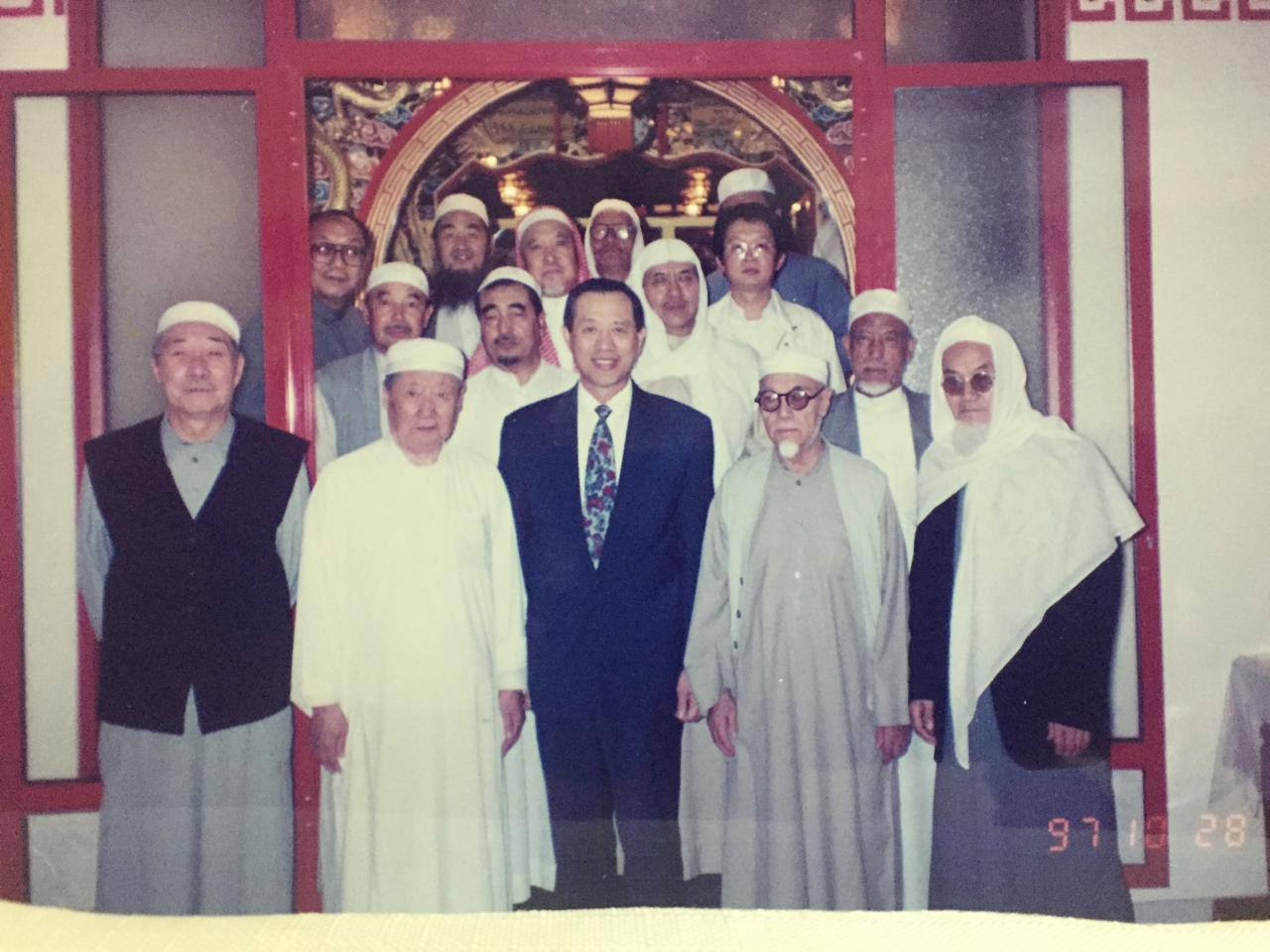
Ma Guo Xiang alongside Ma Bu Feng -Ma Bu Fang`s cousin-, Chinese Consul

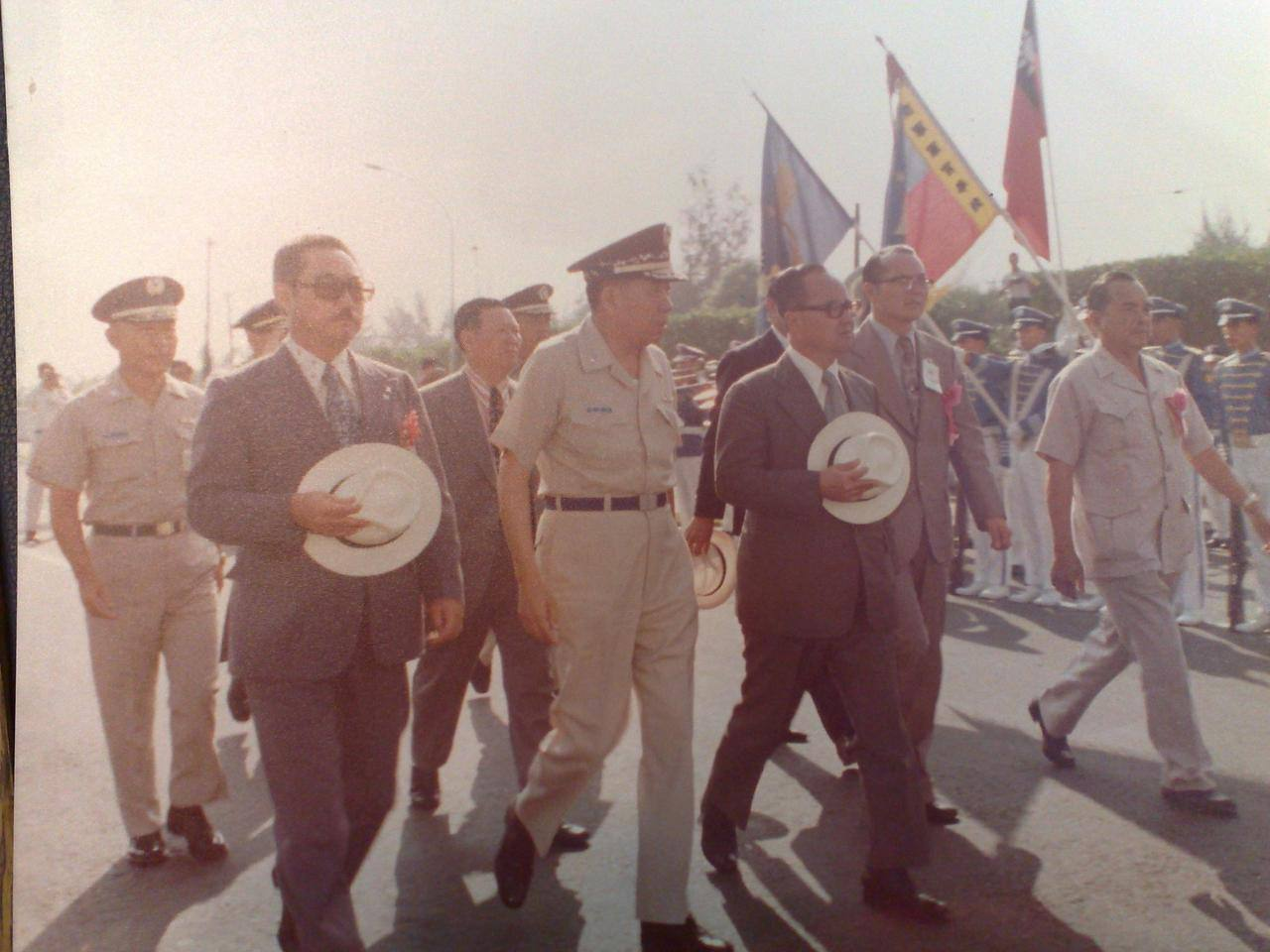
Ma Guo Xiang in Taiwan

## أسرته
زوجته هي ما يوي يينغ (马月莹)، ابنة الجنرال ما بولوان -ابن عم ما بوفانغ-، وأنجب منها ابنًا واحدًا:
- نبيل (بالصينية: 马佩勋؛ بالبينيين: Mǎ Pèi Xūn).[1][3]

## الوفاة
توفي في ١٧ نوفمبر ٢٠١٠ في جدة عن عمر يناهز ٧٧ عامًا.